# Loredan Popa
Loredan Popa, född 1980, är en rumänsk kanotist.
Han tog bland annat VM-guld i C-4 500 meter i samband med sprintvärldsmästerskapen i kanotsport 2005 i Zagreb.